# Епілл
Епілл (Epillus з кельт. «конячка» або «малий кінь») — атребатський король (7—15), король кантіїв (15—30).
Він був сином Коммія, який був союзником Юлія Цезаря, що втік до Британії після повстання Верцингеторикса. За деякими припущеннями Коммій був сином Верцингеторикса.
Після смерті Коммія в 20 р. до н. е., на основі нумізматичних доказів, Епілл, можливо, співправив спільно зі своїм братом Тінкомаром. Столицею Епілла був Новіомагус (Noviomagus) (суч. Чичестер) на півдні королівства, в той час як Тінкомар (Tincomarus) правив у Каллеві Атребатум (суч. Сілчестер) на півночі країни.
Епілл став правителем всієї території атребатів трохи раніше 7 року, і Тінкомар з'являється як прохач до імператора Августа з приводу якоїсь внутрішньої інтриги між братами. Після цього монети Епілла були помічені як «rex», вказуючи на те, що він був визнаний королем (царем) Римською імперією.
В 15 році Епілла на троні атребатів змінив його молодший брат Веріка (Verica). Приблизно в той же час монети кантіїв починають випускатися з іменем і зображенням Епілла, замінюючи монети із зображенням Дубновеллауна і Восеніоса. Цілком можливо, що Епілл був повалений Верікою, через що Епілл втік до Кантію (Кент) і став царем кантіїв і правив над ними до 30 року, доки його не змінив Адміній. Існують припущення, знову ж таки, на основі знайдених у 2010 році монет, що Епілл мав сина Анаревітоса, який співправив з ним до 20 року як у атребатів, так і у кантіїв. В той же ж час є припущення, що Епілл був запрошений стати королем кантіїв, мирно передавши владу над атребатами братові. Однак існує й припущення про те, що Епілл помер і його змінив Веріка, а Епілл — цар кантіїв це інша особа.